# Ampelocissus multifoliola
Ampelocissus multifoliola är en vinväxtart som beskrevs av Merrill. Ampelocissus multifoliola ingår i släktet Ampelocissus och familjen vinväxter. Inga underarter finns listade i Catalogue of Life.